# Eudactylina valei
Eudactylina valei är en kräftdjursart. Eudactylina valei ingår i släktet Eudactylina och familjen Eudactylinidae. Inga underarter finns listade i Catalogue of Life.